# Coppa Continentale 2010-2011 (hockey su pista)
La Coppa Continentale 2010-2011 è stata la 30ª edizione (la tredicesima con la denominazione Coppa Continentale) dell'omonima competizione europea di hockey su pista. Alla manifestazione hanno partecipato gli spagnoli del Barcellona, vincitori dell'Eurolega 2009-2010, e i connazionali del Liceo La Coruña, vincitori della Coppa CERS 2009-2010. 
A conquistare il trofeo è stato il Barcellona al sedicesimo successo nella sua storia.

## Squadre partecipanti
| Club            | Qualificazione             | Partecipazioni precedenti (il grassetto indica la vittoria) |
| --------------- | -------------------------- | --- |
| Barcellona      | Detentore dell'Eurolega    | 1980-1981, 1981-1982. 1982-1983, 1983-1984, 1984-1985, 1985-1986, 1987-1988, 1997-1998, 2000-2001, 2001-2002, 2002-2003, 2004-2005, 2005-2006, 2006-2007, 2007-2008, 2008-2009 |
| Liceo La Coruña | Detentore della Coppa CERS | 1987-1988, 1988-1989, 1990-1991, 1992-1993, 1999-2000, 2003-2004 |

## Risultati
| Bilbao 26 gennaio 2011 | Barcellona | 7 – 2 | Liceo La Coruña | Bilbao Arena |